# Amnestie w Polsce
Amnestie w Polsce – amnestie w okresie II Rzeczypospolitej (1918–1939) i Polski Ludowej (1945–1989).

## 1918–1945
W II Rzeczypospolitej amnestia była ogłaszana 15 razy:
- w 1919 roku – trzykrotnie[1][2][3],
- w 1920 roku – trzykrotnie[4][5][6],
- w 1921 roku – dwukrotnie[7][8],
- w 1922 roku[9],
- w 1923 roku[10],
- w 1928 roku[11],
- w 1932 roku[12],
- 2 stycznia 1936 roku „dla upamiętnienia wprowadzenia w życie ustawy konstytucyjnej z dnia 23 kwietnia 1935 r.”[13],
- 2 września 1939 roku w związku z wybuchem II wojny światowej[14]
- 31 października 1939 roku „celem zatarcia rozterek przeszłości oraz dokonania pełnego zjednoczenia obywatelskiego”[15]

25 czerwca 1945 roku Prezydent RP na uchodźstwie wydał dekret o amnestii, która dotyczyła przestępstw należących do właściwości sądów wojskowych oraz sądów morskich, a popełnionych przed dniem wejścia w życie dekretu, czyli 29 czerwca 1945 roku.
W przypadku obniżenia wymiaru kary w drodze amnestii istniała możliwość złożenia wniosku o zastosowanie prawa łaski do Naczelnika Państwa Prezydenta RP celem darowania reszty kary

## Po II wojnie światowej
Po zakończeniu II wojny światowej ogłaszano amnestie w stosunku do czynów popełnionych przed 22 lipca 1945, 5 lutego 1947, 20 listopada 1952, 15 kwietnia 1956, 22 lipca 1964, 15 lipca 1969, 15 czerwca 1974 oraz 15 lipca 1979.
Pierwszą powojenną amnestię ogłoszono 2 sierpnia 1945, a jej celem była likwidacja podziemia antykomunistycznego. Nie przyniosła jednak spodziewanych rezultatów. Powodem przyjęcia drugiej ustawy amnestyjnej 22 lutego 1947, był początek obrad Sejmu Ustawodawczego, wybór Bolesława Bieruta na urząd prezydenta Polski oraz zniszczenie zorganizowanego podziemia. Trzecią przyjęto 22 listopada 1952, a oficjalnym powodem było przyjęcie przez Sejm Konstytucji Polskiej Rzeczypospolitej Ludowej. Do historii przeszła następna, którą przyjęto 27 kwietnia 1956. Osoby, które zostały skazane na kary pozbawienia wolności do lat 5 opuściły więzienia, a skazanym na śmierć oraz dożywotnie pozbawienie wolność wyroki zamieniono na 15 lat pozbawienia wolności.
Kolejne ustawy z lat 1964, 1969 i 1974 ogłaszano w kolejne rocznice Polski Ludowej. Amnestia, którą ogłoszono 19 lipca 1977 dotyczyła przede wszystkim osób skazanych za udział w tzw. wydarzeniach radomskich z czerwca 1976.
Po roku 1980 amnestię ogłaszano jeszcze sześć razy. Pierwszą z nich uchwalono 22 lipca 1983, wraz ze zniesieniem na obszarze całego kraju stanu wojennego. Miała ona ograniczony charakter, ponieważ więzienia opuścili więźniowie polityczni, którzy zostali skazani na kary pozbawienia wolności do trzech lat; pozostałym osobom zmniejszono wyroki. Drugą amnestię wydano rok później, a dokładnie 21 lipca 1984. Oficjalnym powodem jej wprowadzenia była czterdziesta rocznica powstania Polskiej Rzeczypospolitej Ludowej. Tym razem jej zasięg był większy, gdyż mogły skorzystać z niej osoby uwięzione, które zostały skazane za przestępstwa polityczne, z wyłączeniem oskarżonych i skazanych za takie czyny, jak szpiegostwo, zdrada stanu, czy próba obalenia ustroju państwa. Następną ustawę przyjęto 17 lipca 1986. Była ona bardzo restrykcyjna, lecz istniał pewien sposób rozwiązania problemu więźniów politycznych. Prokurator generalny PRL miał bowiem możliwość rozciągnięcia jej przepisów na osoby, w stosunku do których nie miała ona automatycznego zastosowania. Przełom nastąpił 11 września, kiedy to generał Czesław Kiszczak zwrócił się z prośbą do Prokuratury Generalnej o wypuszczenie na wolność wszystkich osób skazanych za działalność polityczną, z wyłączeniem kilku przypadków, wyżej wymienionych. W ciągu czterech dni mury zakładów karnych opuściło wtedy ponad 200 osób.
W roku 1989 przyjęto dwie amnestie. Pierwszą po podpisaniu 5 kwietnia 1989 porozumień Okrągłego Stołu umorzono postępowania sądowe i darowano wyroki wszystkim osobom, które pomiędzy 31 sierpnia 1980 a 23 maja 1989 zostały uznane za winne przestępstw politycznych. Celem tego posunięcia było dopuszczenie byłych więźniów politycznych do demokratyzacji życia politycznego w Polsce. 7 grudnia 1989 Sejm PRL ogłosił amnestię, która m.in. osobom skazanym na karę śmierci zamieniała wyroki na 25 lat pozbawienia wolności.